# 觸口山脈

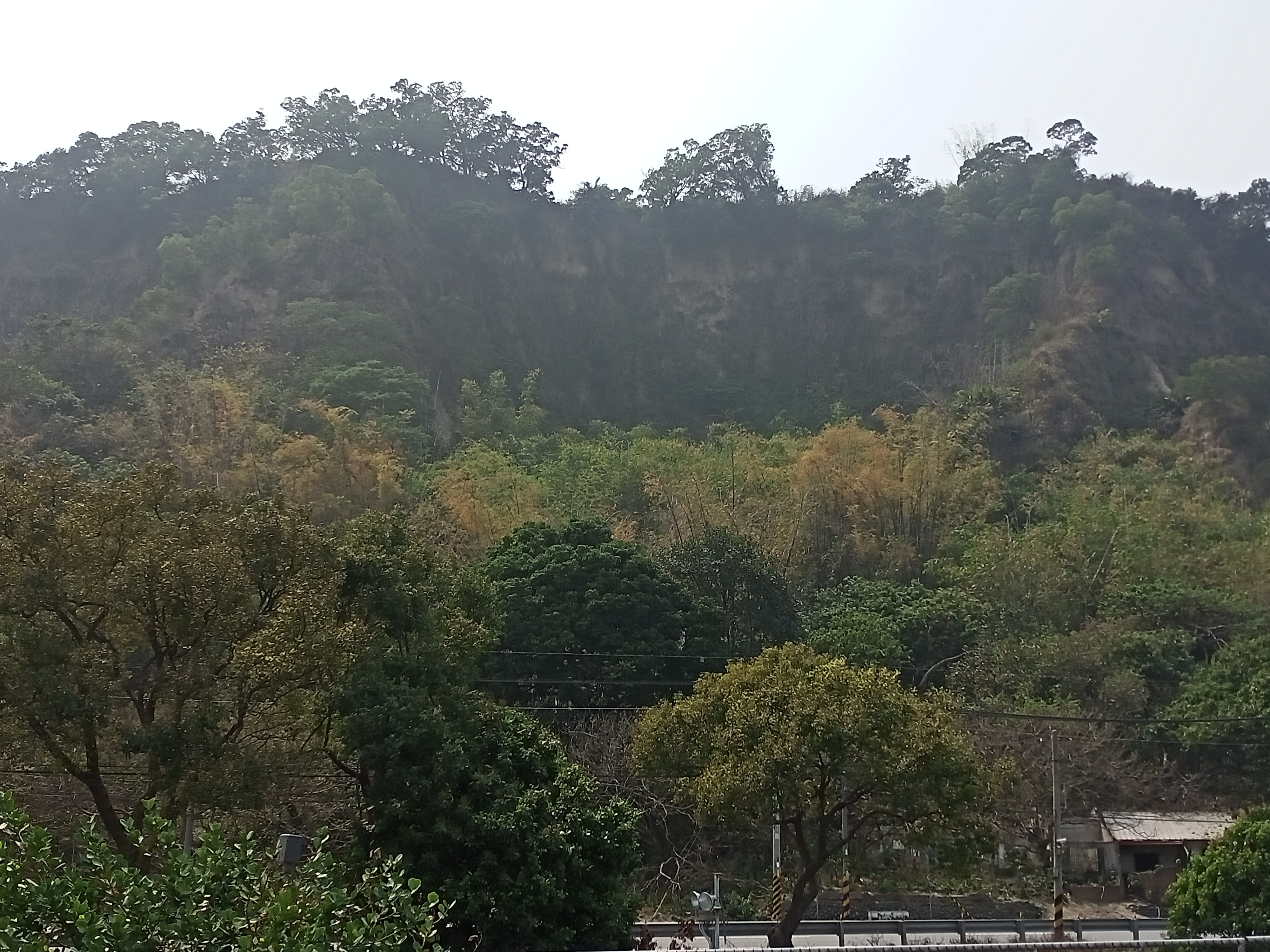

觸口山脈是台灣位於雲林與南投兩縣之間的山脈，為斗六丘陵北段延伸之尖刃狀稜脈，南北狹長，綿延了14公里，東西之間寬度不及5公里。其分水嶺偏東，深受清水溪側蝕，故東麓坡陡，沿岸之岩層裸露，崩坍不斷。其西麓則坡緩，為雲林縣內諸河之發源，如虎尾溪、大湖口溪、海豐崙溪、松柏坑溪、南勢坑溪等，其中斗六市景點之一幽情谷位於觸口山脈西麓，也為湖山水庫建址地。觸口山脈亦屬台地，其北段之坪頂附近已構成台地面，高度介於330－331公尺，坡面甚為平緩，與北方之八卦台地隔濁水溪相望。2008年11月28日公告成立「雲林湖本八色鳥野生動物重要棲息環境」，將林內、斗六、竹山之間的丘陵地劃入，自最高點觸口山海拔331公尺至海拔100公尺之山區，轄域面積1,737.386公頃，主要為保育當地物種八色鳥及其它野生動物。